# Ferrari 156-85
La Ferrari 156-85 è una monoposto di Formula 1 prodotta dalla Ferrari realizzata per partecipare al campionato mondiale di Formula 1 1985.
La 156-85 è anche la prima Ferrari della massima serie che, dopo 23 anni, non vede il nome di Mauro Forghieri tra i capi progetto: questi aveva infatti abbandonato la scuderia di Maranello verso la fine del 1984, lasciando quindi ad Harvey Postlethwaite e al suo staff la completa paternità della nuova vettura.
Con questa vettura, per buona parte della stagione, Michele Alboreto riuscì a lottare per il mondiale piloti, ma l'obiettivo scemò a causa dell'improvvisa perdita di affidabilità patita dalla monoposto nelle ultime cinque gare stagionali, che consegnò il titolo alla McLaren TAG-Porsche di Alain Prost.

## Sviluppo
La 156-85 fu, nel complesso, una vettura che, se da una parte manteneva legami con le monoposto degli anni precedenti, da un'altra appariva completamente rinnovata. Condivideva infatti telaio (sempre con funzioni di carrozzeria in materiali compositi, ora rafforzato con fibre di boro) e sospensioni con la 126 C4 ma l'impostazione del motore e l'aerodinamica erano completamente rivoluzionati.
La grande novità della 156-85 fu l'utilizzo delle pance a coca cola (ossia molto rastremate al posteriore), introdotte dalla McLaren un paio di anni prima. Questa configurazione permetteva di ridurre la resistenza all'avanzamento delle ruote posteriori e migliorare la penetrazione aerodinamica e la tenuta della vettura. Le pance a coca cola produssero lo spostamento in avanti degli scambiatori di calore, che erano gli stessi della 126 C4 ma vennero sdoppiati e collocati perpendicolarmente all'asse della vettura, e dei radiatori di acqua ed olio, disposti secondo una inclinazione a ventaglio. Questa particolare conformazione scaricava l'aria calda, fuoriuscente dalle superfici radianti, nella parte laterale delle fiancate, così da non interferire con il flusso d'aria diretto all'alettore posteriore. Altra novità era il grande diffusore posteriore, che incorporava gli scarichi, con la funzione di tubo di Venturi.

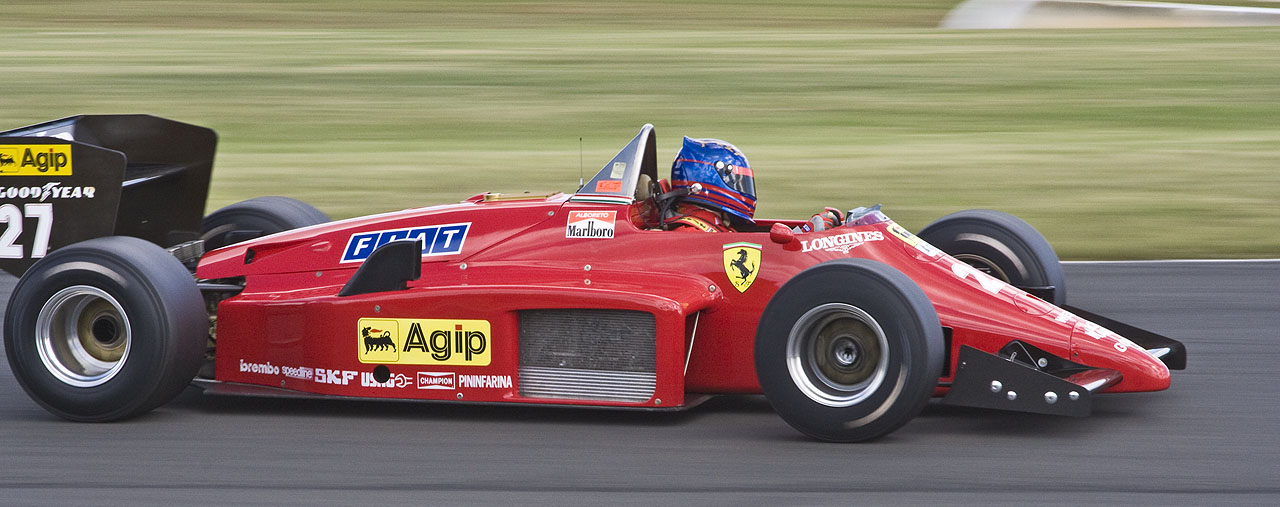
Vista laterale della 156-85 all'Eastern Creek Raceway nel 2008

La seconda novità della 156-85, necessaria per assecondare la nuova impostazione aerodinamica, fu l'abbandono definitivo dello schema dei propulsori turbo utilizzati fin dal 1980, ovvero con i turbocompressori e gli scarichi in alto e l'aspirazione in basso. Questo schema era stato adottato dai tecnici della Ferrari per avere un migliore smaltimento termico e la possibilità di montare degli scarichi più corti e quindi più leggeri, anche se questo andava a discapito del baricentro della vettura. Questa tipologia di propulsore, però, era pensata specificamente per le wing-car, ossia vetture dotate di minigonne e di tubo di Venturi in grado di sviluppare un elevatissimo effetto suolo. L'introduzione del fondo piatto e soprattutto delle pance sempre più rastremate aveva però annullato i benefici di tale soluzione e aveva reso le monoposto Ferrari aerodinamicamente meno efficienti.
Col nuovo propulsore la Ferrari si uniformò quindi allo schema adottato dalla maggior parte dei costruttori, disponendo gli scarichi in basso e con essi i turbo della KKK, mentre i collettori di aspirazione e i relativi cassoncini vennero spostati sopra la "V" del motore. Il V6 numero 031 era in grado di erogare quasi 800 CV (circa 900 in configurazione qualifica), che nel corso della stagione furono ancor più aumentati, andando però a impattare negativamente sull'affidabilità. Anche il cambio, sempre in posizione trasversale, venne reso più compatto e leggero grazie all'adozione di particolari leghe metalliche.
Altra novità di rilievo fu l'adozione, per la prima volta su una Ferrari da Formula 1, di tecnologie CAD in collaborazione con Aermacchi che permisero di realizzare un'aerodinamica molto curata. Il tipo di programma CAD utilizzato era del tipo ad elementi finiti: la scocca veniva idealmente composta in tanti piccoli segmenti e per ciascuno di essi venivano calcolati gli sforzi. Se si operavano del cambiamenti nei dati di base (per esempio, le sollecitazioni sulle sospensioni), il programma permetteva di individuare rapidamente i punti da rinforzare o modificare.

### Cerimonia di presentazione
La 156-85 fu presentata ufficialmente il 16 febbraio 1985 presso le officine del reparto corse a Fiorano alla presenza delle maestranze, del progettisti e dei dirigenti della Ferrari. All'esterno, nel piccolo cortile, una folla di tifosi assiepata lungo il muro di cinta poté assistere alle foto di rito con i piloti.

## Carriera agonistica

### Test
Lo sviluppo in pista della 156-85 era iniziato sin dalla fine del 1984, puntando in particolare a migliorare l'affiatamento con i pneumatici Goodyear, risolvendo i problemi di eccessivo consumo manifestatisi sulla 126 C4. I primi test mostrarono una monoposto competitiva, sebbene contraddistinta da una certa nervosità dovuta al telaio più rigido.

### La stagione
Per la stagione 1985 venne inizialmente riconfermata la coppia Alboreto-Arnoux, che effettivamente corse il Gran Premio inaugurale; tuttavia il 17 aprile fu comunicata la risoluzione del contratto con il pilota francese (da tempo in polemica con la squadra e con l'opinione pubblica per la disparità di trattamento rispetto al compagno di squadra), ufficialmente per motivi di salute. Al suo posto venne ingaggiato lo svedese Stefan Johansson.
Il primo appuntamento della stagione, in Brasile, dimostrò la competitività della Ferrari: Alboreto conquistò la pole position e in gara fu secondo alle spalle di Alain Prost. Il pilota milanese bissò il risultato in Portogallo e si ritrovò in testa alla classifica mondiale. Dopo un doppio ritiro a San Marino (con Johansson rimasto senza benzina mentre guidava la corsa, a 3 giri dal termine), Alboreto fu ancora secondo a Monaco e quindi in Canada ottenne la prima vittoria, facendo doppietta con il compagno di squadra Johansson, secondo. Nel mezzo, aveva altresì primeggiato nelle qualifiche del GP del Belgio, che fu però rinviato a causa di un improvviso e anomalo ammaloramento dell'asfalto sul circuito di Spa.

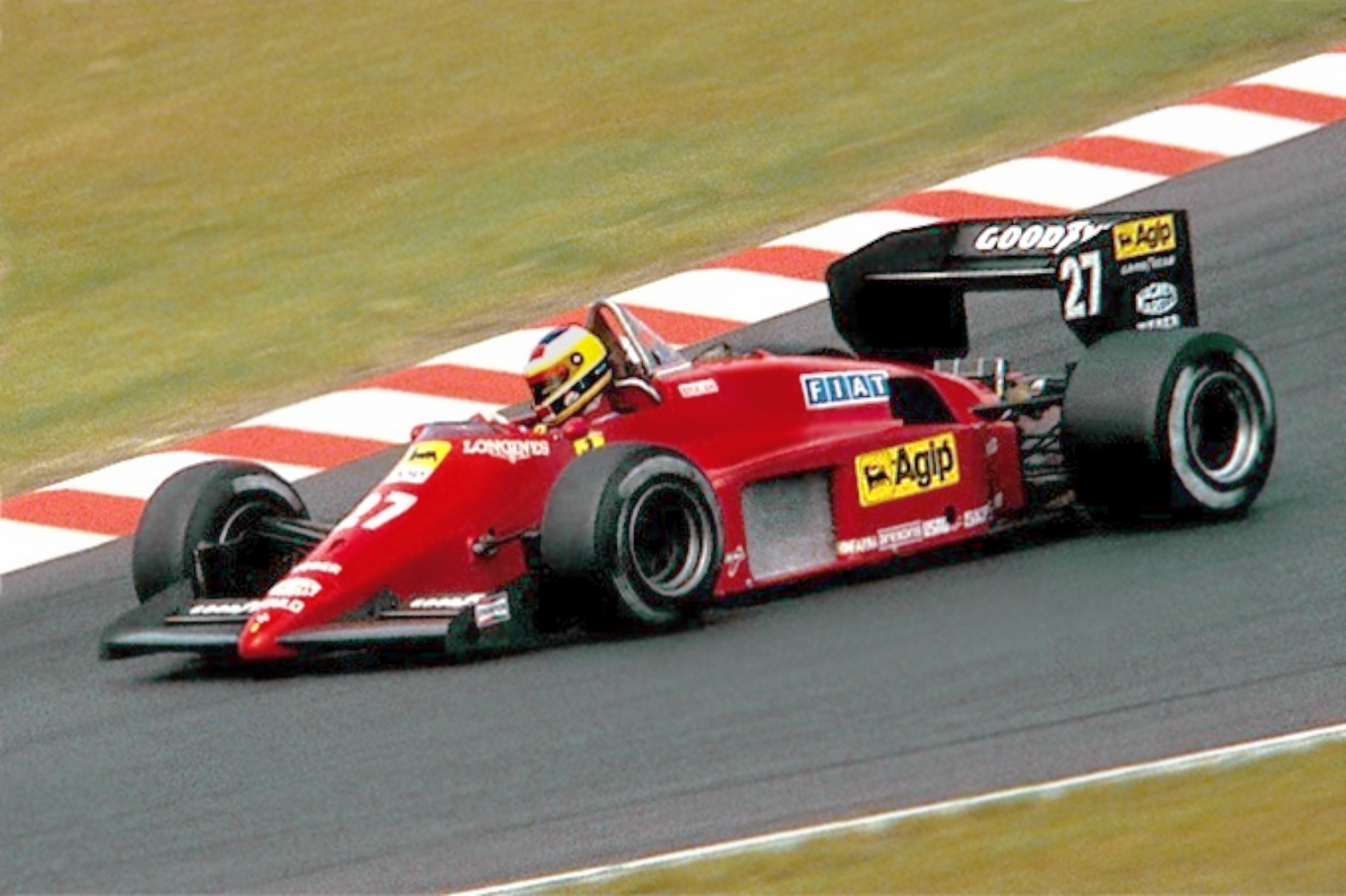
Michele Alboreto coglie la sua seconda e ultima vittoria stagionale in Germania: le ambizioni mondiali tuttavia andranno a scemare nella seconda parte del campionato per l'improvviso crollo di affidabilità della 156-85.

L'ottimo momento della Ferrari venne confermato anche nelle gare successive, dove Alboreto e Johansson conquistarono altri tre podi: l'italiano in particolare fece suo il GP di Germania, in casa della Porsche, motorista della McLaren di Prost (2º), ripiazzandosi in testa alla classifica iridata con cinque punti di vantaggio sul francese. Alboreto si tenne in corsa per il mondiale ancora in Austria, dove fu terzo, e in Olanda, dove chiuse quarto.
A quel punto tuttavia la 156-85 subì un brusco calo di prestazioni: a seguito di alcuni sviluppi al motore apportati nel corso della stagione allo scopo di incrementare la potenza, le pompe di recupero dell'olio persero di efficienza, tendendo a far emulsionare il lubrificante e a causare surriscaldamento; al contempo iniziarono a manifestarsi problemi alle turbine. A livello meccanico si provò a variare il fissaggio degli ammortizzatori anteriori al telai, senza particolare esito. 
L'involuzione, già palesatasi al GP d'Italia, divenne manifesta allorché fu recuperato il GP del Belgio: le Ferrari furono molto più lente e lontane dai migliori e in gara si ritirarono entrambe: Alboreto non riuscì più a concludere un Gran Premio, patendo costanti rotture ai turbocompressori, mentre Johansson fu quarto e quinto nelle due tappe conclusive, in Sudafrica e Australia. A fine anno l'italiano fu secondo nel mondiale, a 20 punti di distacco da Alain Prost, che commentando l'andamento della stagione disse di aver avuto la certezza di poter vincere il titolo «quando la Ferrari ha cominciato a rompere i motori».
A distanza di anni emerse una diversa versione dei fatti (non accreditata nelle fonti del tempo), che addebitò l'improvvisa fragilità della 156-85 a un'improvvisa decisione di Enzo Ferrari, il quale, timoroso che la casa tedesca KKK (fornitrice anche della McLaren) stesse fornendo alla Scuderia pezzi di qualità inferiore, avrebbe ordinato l'immediata sostituzione delle turbine con quelle della Garrett Systems, le quali tuttavia non si sarebbero adattate adeguatamente al motore Ferrari 031, risultando quindi la causa dei ritiri in successione che, sul finire del campionato, pregiudicarono la corsa al titolo iridato.

## Risultati in Formula 1
| Anno | Team    | Motore  | Gomme | Piloti    |   |   |     |     |   |   |     |     |   |   |     |     |     |     |     |     | Punti | Pos. |
| ---- | ------- | ------- | ----- | --------- | - | - | --- | --- | - | - | --- | --- | - | - | --- | --- | --- | --- | --- | --- | ----- | ---- |
| 1985 | Ferrari | Ferrari | G     | Alboreto  | 2 | 2 | Rit | 2   | 1 | 3 | Rit | 2   | 1 | 3 | 4   | 13* | Rit | Rit | Rit | Rit | 82    | 2º   |
| 1985 | Ferrari | Ferrari | G     | Arnoux    | 4 |   |     |     |   |   |     |     |   |   |     |     |     |     |     |     | 82    | 2º   |
| 1985 | Ferrari | Ferrari | G     | Johansson |   | 8 | 6*  | Rit | 2 | 2 | 4   | Rit | 9 | 4 | Rit | 5*  | Rit | Rit | 4   | 5   | 82    | 2º   |

| Legenda | 1º posto     | 2º posto | 3º posto    | A punti         | Senza punti/Non class.  | Grassetto – Pole position Corsivo – Giro più veloce |
| Legenda | Squalificato | Ritirato | Non partito | Non qualificato | Solo prove/Terzo pilota | Grassetto – Pole position Corsivo – Giro più veloce |